# Parco nazionale di Torronsuo
Il parco nazionale di Torronsuo (in finlandese: Torronsuon kansallispuisto) è un parco nazionale della Finlandia, nella provincia della Finlandia meridionale. È stato istituito nel 1990 e occupa una superficie di 30 km².